# Saskatchewan Research Council

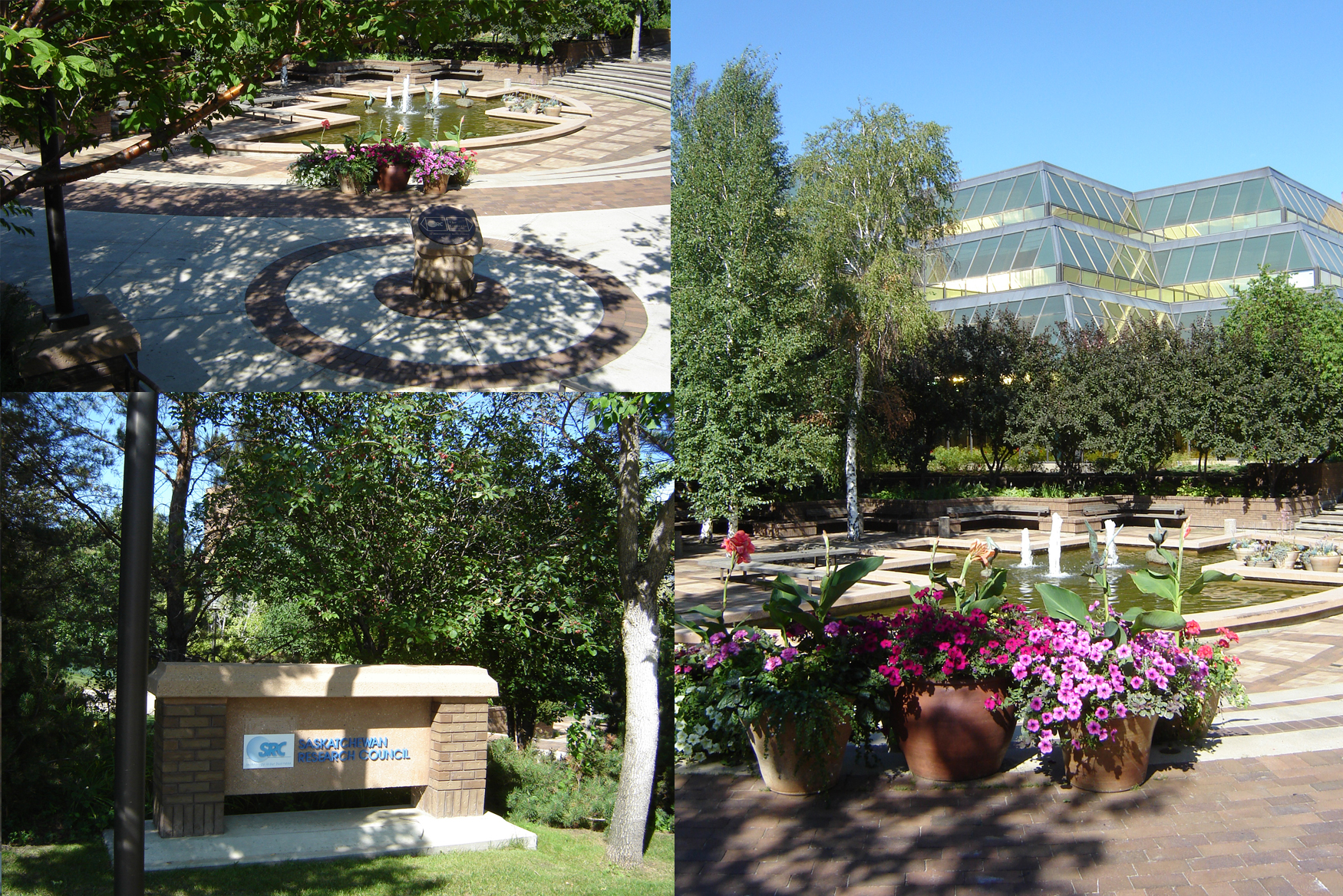
Instalaciones del Saskatchewan Research Council

El Saskatchewan Research Council es una corporación tecnológica de Saskatchewan, Canadá, de titularidad provincial. Suministra contratos de investigación, transferencia de tecnología y servicios de análisis a compañías de Saskatchewan y de todo el mundo. Para llevar a término sus actividades, la Corporación facilita servicios en las áreas de Servicios Analíticos, Medioambiente, Tecnologías de la Fermentación, Genética, Exploración Minera, Petróleo, Desarrollo de Procesos y Servicios a las Pequeñas Empresas.
SRC se fundó en 1947 para fomentar el desarrollo de la provincia en ciencias físicas. Actualmente, la compañía ha evolucionado hasta convertirse en una corporación dirigida por el mercado, vendiendo productos y servicios a compañías en Saskatchewan y en todo el mundo. La corporación tiene una plantilla de más de 225 personas. Los ingresos anuales rondan los 26 millones de dólares canadienses y siguen creciendo.